# Erdbeer-Himbeere
Die Erdbeer-Himbeere (Rubus illecebrosus), auch Japanische Himbeere genannt, ist eine Pflanzenart aus der Gattung Rubus innerhalb der Familie der Rosengewächse (Rosaceae). Sie ist nicht identisch mit der Japanischen Weinbeere (Rubus phoenicolasius).

## Beschreibung

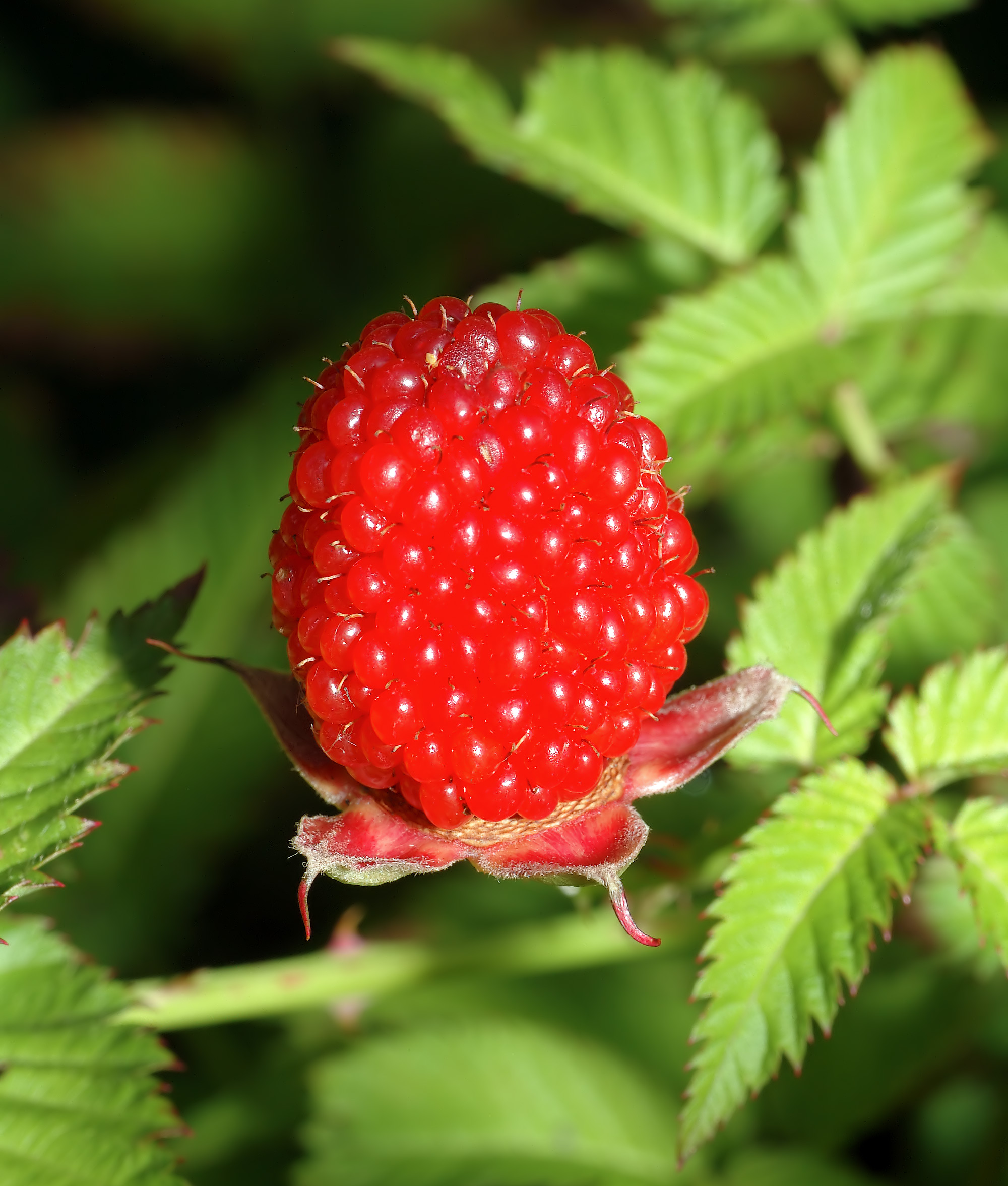
Sammelfrucht

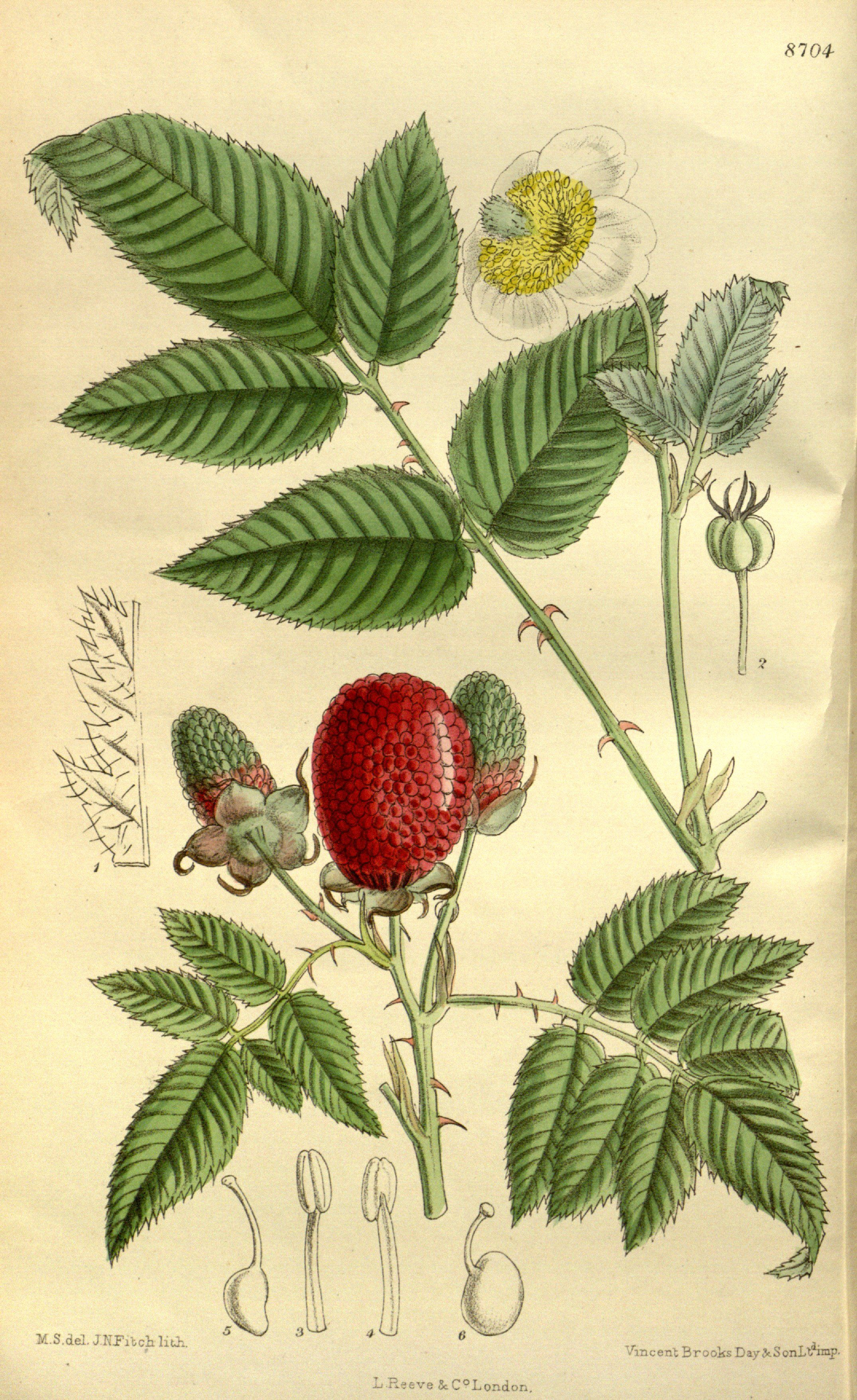
Illustration

### Vegetative Merkmale
Die Erdbeer-Himbeere ist eine ausdauernde krautige Pflanze beziehungsweise ein Halbstrauch, der Wuchshöhen von 30 bis 50 Zentimetern erreicht. Seine Rhizome sind lang und bilden unterirdisch kriechende Ausläufer. Die einzelnen Ruten sind 20 bis 40 Zentimeter lang, aufrechtstehend und bestachelt.
Die wechselständig angeordneten Laubblätter sind in Blattstiel und -spreite gegliedert. Die Blattspreite ist fünf- bis siebenzählig gefiedert.

### Generative Merkmale
Die Blütezeit reicht von Juli bis September. Die Blüten stehen end- oder blattachselständig. Die zwittrige Blüte ist bei einem Durchmesser von 4 bis 5 Zentimetern radiärsymmetrisch und fünfzählig mit doppelter Blütenhülle. Die Kronblätter sind weiß.
Die Sammelfrucht ist annähernd rund bis breit-elliptisch und leuchten auffallend, sie sind jedoch von fadem Geschmack.
Die Chromosomenzahl beträgt 2n = 14.

## Vorkommen
Die Erdbeer-Himbeere stammt ursprünglich aus Japan, wo sie in Dickichten und auf Ödland wächst. In Nordamerika ist sie ein Neophyt.

## Taxonomie
Die Erstbeschreibung von Rubus illecebrosus erfolgte 1899 durch Wilhelm Olbers Focke in Abhandlungen Herausgegeben vom Naturwissenschaftlichen Vereine zu Bremen, Band 16, S. 278.

## Verwendung
Die Erdbeer-Himbeere findet gelegentlich als Zierpflanze Verwendung, vor allem deshalb, weil sie verschiedene Standorte akzeptiert, solange diese nicht zu schattig sind. Sie kann sich allerdings durch ihre Ausläufer stark verbreiten und so lästig werden.